# Ascogaster stemocellus
Ascogaster stemocellus är en stekelart som beskrevs av Chen och Ji 2003. Ascogaster stemocellus ingår i släktet Ascogaster och familjen bracksteklar. Inga underarter finns listade.